# Heinrich Duden
Heinrich V. Duden († 5. April 1601) war von 1573 bis 1601 Abt der Klöster Werden und Helmstedt.
Heinrich Duden stammte aus Xanten und trat im Jahr 1542 in das Werdener Kloster ein. Der Cellerar wurde 1573 nach längeren Auseinandersetzungen im Konvent zum Abt der Klöster Werden und Helmstedt gewählt. Um drückende Steuerschulden des Klosters Werden zu erleichtern, verkaufte er den um 500 n. Chr. entstandenen und im 9. Jahrhundert in die Werdener Klosterbibliothek gelangten Codex Argenteus an den späteren Kaiser Rudolf II. nach Prag. Der Abt starb nach längerer Krankheit am 5. April 1601 und wurde im Apostelchor der Werdener Stiftskirche beigesetzt.